# Sitio activo

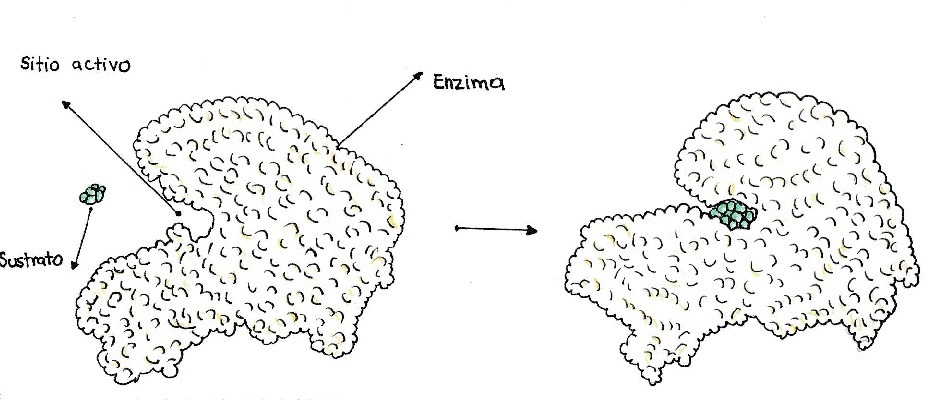
Sitio Activo.- Zona de la enzima donde se producen las reacciones químicas.

El sitio o centro activo es la zona de la enzima en la que se une el sustrato para ser catalizado. La reacción específica que una enzima controla depende de un área de su estructura terciaria. Dicha área se llama el sitio activo y en ella ocurren las actividades con otras moléculas. Debido a esto, el sitio activo puede sostener solamente ciertas moléculas.  Las moléculas del sustrato se unen al sitio activo, donde tiene lugar la catálisis. La estructura tridimensional de este es lo que determina la especificidad de las enzimas. En el sitio activo solo puede entrar un determinado sustrato. Dentro del centro activo hay ciertos aminoácidos que intervienen en la unión del sustrato a la enzima y se denominan residuos de unión, mientras que los que participan de forma activa en la transformación química del sustrato se conocen como residuos catalíticos.
El acoplamiento es tal que E. Fisher (1894) enunció: "el sustrato se adapta al centro activo o catalítico de una enzima como una llave a una cerradura". Sin embargo, estudios posteriores han confirmado que el sitio activo es mucho más versátil y dinámico que el ojo de una cerradura.

## Complejo Enzima-Sustrato

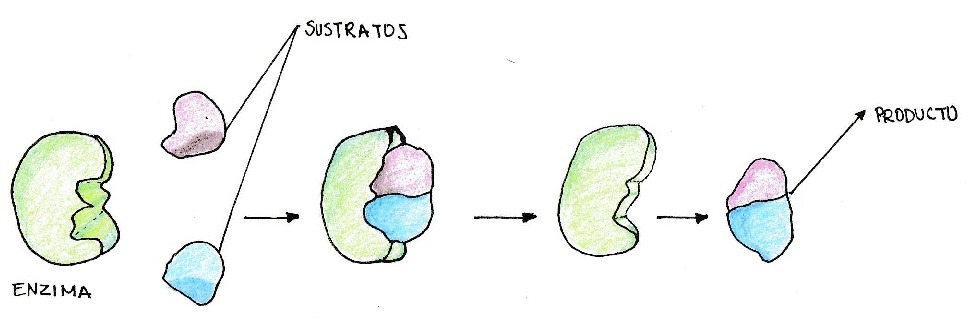
Complejo enzima-sustrato.- Mecanismo por el cual se produce la actividad enzimática.

Las enzimas son catalizadores biológicos. La mayoría son proteínas de estructura terciara o cuaternaria, compuestas de cadenas polipeptídicas. Estas estructuras forman rugosidades en las que se acoplan moléculas del sustrato, constituyéndose así lo que se denomina como sitio activo. Como catalizadores biológicos, las enzimas cumplen la función de acelerar las reacciones químicas. Así mismo, pueden acelerar la reacción de un determinado tipo de sustrato en medio de un sistema donde ocurren miles de reacciones diferentes, a esto se denomina como especificidad de reacción. La selectividad con la que se producen las interacciones moleculares entre las enzimas y sus sustratos depende de un reconocimiento estereoespecífico o más bien un reconocimiento entre la superficie del sustrato y la del sitio activo de la enzima.
Hay un mecanismo que puede explicar la catálisis enzimática, se trata del modelo de Michaelis-Menten:
E +S ⇄ ES → E + P
Se tiene la siguiente reacción, en la que (E) es la enzima que en el proceso de catálisis se adhiere al sustrato (S), el conjunto de los dos se denomina como complejo enzima-sustrato (ES). De aquí quedan dos opciones, o bien la enzima se separa del sustrato o transforma al sustrato en producto (P). Se debe tener en cuenta que la enzima es recuperada al final, como todo catalizador . La velocidad será proporcional a la concentración de los reactivos y basándose en la teoría del equilibrio químico se podrá deducir que este, se alcanzará rápidamente (se estima que en decenas de segundos). En muchas de las enzimas, los sitios activos se encuentran en la superficie. Durante la reacción, las moléculas de sustrato que encajan con esos sitios se juntan para reaccionar entre sí.
Por lo tanto, la diferencia entre un catalizador biológico y uno no biológico prevalece en la selectividad de las enzimas por poseer un sitio activo estructurado por proteínas. Otra diferencia tiene que ver con sustancias que posteriormente inhibirán la actividad enzimática haciendo que el sitio activo modifique su forma, evitando catalizar más reacciones. A este proceso se lo llama regulación alostérica.
A continuación se observa una tabla que presenta la especificidad de algunas enzimas al catalizar sus sutratos respectivos:
| Enzima              | Tipo de Enzima  | Sustrato que catalizan | Encontrada en                                            | Producto obtenido                              |
| ------------------- | --------------- | ---------------------- | -------------------------------------------------------- | ---------------------------------------------- |
| Amilasa             | Carbohidrasa    | Almidón                | Saliva                                                   | Azúcares simples                               |
| Celulasa            | Carbohidrasa    | Celulosa               | Hongos y bacterias las producen                          | Monómeros de glucosa                           |
| Glucanasas          | Carbohidrasa    | β-Glucanos             | Hongos pertenecientes al género Trichoderma las secretan | Azúcares                                       |
| Hemicelulasa        | Carbohidrasa    | Hemicelulosa           | Pared celular de plantas                                 | Carbohidratos monómeros                        |
| Pectinasa           | Carbohidrasa    | Pectinas               | Pared celular de las plantas                             | Azúcares                                       |
| Pepsina             | Proteasa        | Proteínas              | Estómago                                                 | degradación de proteínas en la digestión       |
| Papaína y Bromelina | Proteasa        | Proteínas animales     | Papaya y Piña                                            | ruptura de múltiples enlaces polipeptídicos    |
| Tripsina            | Proteasa        | Proteínas              | Digestión, producida en el páncreas                      | Aminoácidos                                    |
| Quimosina (Rennina) | Proteasa        | Caseína                | Cuajo                                                    | agua, proteínas del lactosuero y carbohidratos |
| Lactasa             | β-galactosidasa | Lactosa                | Producida en el intestino delgado                        | Glucosa y galactosa                            |
| Lipasa              | Lipasa          | Triaciglicerol         | Leche materna                                            | Glicerol y ácidos grasos libres                |

Referencias de la tabla: Wikipedia y otros
Con dichas aclaraciones es importante mencionar que las enzimas tienen gran importancia biomédica; sin su presencia en todas las reacciones biológicas, la vida fuese imposible.

## Esteroespecificidad de las enzimas
Para que una enzima catalice al sustrato esta debe acomodarse de la forma en la cual el sitio de la enzima está conformado. Para esto todos los sustratos forman tres enlaces con las enzimas. Este tipo de adherencia del sustrato a las enzimas va a asegurar que el sustrato se una a la enzima de una sola forma. Por lo general las enzimas muestran esteroespecificidad óptica por lo menos para una pequeña parte de su sustrato.